# 基什托尔马什
基什托尔马什，是匈牙利托尔瑙州所辖的一个村。总面积11.35平方公里，总人口320，人口密度28.2人/平方公里（2011年1月1日）。